# Madonna z Dzieciątkiem (obraz Turchiego)
Madonna z Dzieciątkiem (wł. Madonna col Bambino) – obraz olejny przypisywany włoskiemu malarzowi Alessandro Turchiemu z XVI–XVII wieku, który przed rabunkiem w trakcie II wojny światowej znajdował się w Kolekcji Lubomirskich w Przeworsku, zwrócony Polsce w 2023 roku.

## Historia
Obraz przedstawiający Matkę Bożą z Dzieciątkiem, datowany na koniec XVI lub początek XVII stulecia, którego autorstwo przypisywane jest włoskiemu malarzowi barokowemu Alessandro Turchiemu, przed II wojną światową należał do Kolekcji Lubomirskich w Przeworsku. Dzieło zostało odnotowane w Spisie obrazów olejnych, rycin i medalionów oraz broni w pałacu Henryka Lubomirskiego w Przeworsku z 1823 roku. Wcześniej należało do Stanisława Kostki Potockiego, który między 1772 a 1797 rokiem podróżował do Włoch, gdzie mógł je zakupić do swojej kolekcji. Podczas wojny Madonna z Dzieciątkiem została zrabowana przez Niemców. Obraz znajdował się pod pozycją 145. na liście dzieł zrabowanych z okupowanej Polski Dzieła sztuki skonfiskowane w Generalnym Gubernatorstwie (niem. Sichergestellte Kunstwerke im Generalgouvernement), sporządzonej przez niemieckiego funkcjonariusza, Austriaka Kajetana Mühlmanna.
Po pojawieniu się na aukcji w Nowym Jorku w końcu lat 90. XX wieku, obraz Turchiego trafił do Japonii, gdzie z kolei został wystawiony na aukcji w Tokio w styczniu 2022 roku. Zidentyfikowali go pracownicy Departamentu Restytucji Dóbr Kultury polskiego MKiDN. Sprzedający zdecydowali się na oddanie obrazu prawowitym właścicielom. Został przekazany stronie polskiej w ambasadzie w Tokio 31 maja 2023 roku. Podczas briefingu prasowego w siedzibie MKiDN w Warszawie w dniu przekazania minister kultury i dziedzictwa narodowego prof. Piotr Gliński zapowiedział, iż Madonna z Dzieciątkiem trafi do budowanego we Wrocławiu Muzeum Książąt Lubomirskich.